# Antônio Carlos Chachá Pereira
Antônio Carlos Chachá Pereira (Taquari — Taquari) foi um militar e político brasileiro.
Foi chefe de polícia do Rio Grande do Sul de 3 de março de 1892 a 20 de abril de 1892.
Foi eleito  deputado estadual, à 22ª Legislatura da Assembleia Legislativa do Rio Grande do Sul, de 1893 a 1897.
Foi capitão das forças castilhistas na Revolução Federalista, comandou as tropas várias vezes para libertar Estrela e demais vilas e povoados da região em poder das forças revolucionárias e de grupos de desordeiros, que praticavam roubos e atrocidades em nome da revolução. Temido, sangüinário e temperamental, mandava degolar ou fuzilar prisioneiros, mesmo havendo, entre seus comandados, em nome das forças republicanas, desordeiros que praticavam crimes, roubos e requisições de bens, sem autorização do comando geral.
Foi capitão do 32° Batalhão de Infantaria, ferido no pé esquerdo na Guerra de Canudos, em 1897.